# Jakob Fisher
Jakob Fisher, także Jakob Fischer – szwajcarski strzelec, mistrz świata.
Jakob Fisher zdobył trzy medale na mistrzostwach świata. Dwukrotnie wywalczył złoto w drużynie w pistolecie dowolnym z 50 m, co miało miejsce w latach 1928 (skład zespołu: Robert Blum, Jakob Fisher, Wilhelm Schnyder, August Wiederkehr, Fritz Zulauf) i 1929 (skład ekipy – poza Augustem Wiederkehrem, którego zastąpił Jean Révilliod de Budé – był taki sam). Ponadto na turnieju w 1929 roku został indywidualnym wicemistrzem świata, przegrywając wyłącznie ze swoim rodakiem Fritzem Zulaufem. W 1928 roku ukończył zawody indywidualne na piątym miejscu.

## Medale mistrzostw świata
Opracowano na podstawie materiałów źródłowych:
| Mistrzostwa     | Konkurencja                       | Wynik                             | Miejsce |
| --------------- | --------------------------------- | --------------------------------- | ------- |
| Loosduinen 1928 | Pistolet dowolny, 50 m, drużynowo | 2581 pkt. (druż.) 521 pkt. (ind.) |         |
| Sztokholm 1929  | Pistolet dowolny, 50 m            | 533 pkt.                          |         |
| Sztokholm 1929  | Pistolet dowolny, 50 m, drużynowo | 2651 pkt. (druż.) 533 pkt. (ind.) |         |